# Фалькнер, Семён Анисимович
Семён Ани́симович Фа́лькнер (при рождении Соломо́н Ну́симович Фалькнер; 1890, Таганрог — 5 февраля 1938, Минусинск) — русский и советский экономист, видный специалист в области денежного обращения и экономической истории.

## Биография
Родился в семье купца второй гильдии Нусима Соломоновича Фалькнера, который владел выстроенным им в 1875 году домом № 30 на Николаевской улице в Таганроге, а также двумя магазинами — «Одесский магазин шитых платьев Фалькнера» в доме купца Кобылина по Петровской улице и «Чай, сахар» в полукруге на Александровской площади. Мать — Анна Давидовна Фалькнер. В семье росло пятеро детей: Амалия (1876), Ева-Вера (1881), Пётр (1871), Григорий (1874) и младший Соломон.
После окончания гимназии в Таганроге получил высшее образование в Германии. С 1917 года — профессор Московского университета, в 1921—1925 годах — профессор кафедры теоретической экономики факультета общественных наук. С 1918 года — консультант ВСНХ, с 1925 года — консультант Госплана СССР, Наркомата финансов и Наркомата внешней торговли, ВЦСПС, Всехимпрома. Член коллегии научно-исследовательского института экономики РАНИОН, возглавлял секцию межхозяйственных отношений в этом институте. В 1919 году — один из организаторов Института экономических исследований при Финансово-экономическом бюро Наркомата финансов, член коллегии Наркомфина. Возглавлял редакционно-издательский отдел Высшего совета народного хозяйства, где под его редакцией и с предисловиями на протяжении 1920-х годов вышла книжная серия переводов мировой экономической литературы и оригинальных исследований советских экономистов. В 1930-х годах — заместитель редактора экономического отдела Технической энциклопедии. Беспартийный.
Книга Фалькнера «Перелом в развитии мирового промышленного кризиса» входила в круг чтения В. И. Ленина в последний год его жизни.
Уже к 1930 году С. А. Фалькнер, как экономист немарксистского направления, был выведен из редколлегий научных журналов и книжных серий. В 1931 году в журнале «Большевик» ему и ряду других экономистов были предъявлены политические обвинения:

Научно-теоретическое вредительство не ограничилось одной какой-либо отраслью науки. В экономических науках процветали целые «школы», украшенные такими именами, как Базаров, Суханов, Громан, Рубин, Юровский, Финн-Енотаевский, Кондратьев, Чаянов, Фалькнер и др., щедро распространявшие свои идеалистические и механистические теории, свои научные фальсификации теории стоимости, воспроизводства, денег, сельского хозяйства и т. д. в научно-исследовательских институтах, вузах и т. д.— 
Арестован 30 декабря 1934 года по обвинению в антисоветской деятельности, 1 апреля 1935 года приговорён к трём годам ссылки в Минусинск, где работал фотографом.
Повторно арестован 6 ноября 1937 года, 5 февраля 1938 года приговорён к высшей мере наказания, расстрелян в тот же день.
В 1926 году выступил с критикой теории длинноволновой динамики Н. Д. Кондратьева, показав её связь с теорией структуры средних циклов М. И. Туган-Барановского; в целом, однако, был сторонником работ Н. Д. Кондратьева. С. А. Фалькнер выдвинул теорию «эмиссионного хозяйства», в соответствии с которой никакого предела обесценения денег не существует, нужно лишь в соответствии с темпом эмиссии пересматривать цены на те товары, которые государство сбывает потребителям, стоящим вне круга обобществленного хозяйства, в основном крестьянам; в таком случае, дополнительные эмиссии будут безотказно извлекать с рынка материальные ценности, а денежные знаки будут оседать в деревне. Известен метод определения реального дохода государства от эмиссии, т. н. «цифры Фалькнера». В 1918 году ввёл понятие эмиссионного хозяйства. В известной монографии 1919 года впервые подробно описал юридическую и экономическую историю французских бумажных денег (ассигнатов).
В начале 1920-х годов Фалькнер разработал «теорию эмиссионного хозяйства» (Проблемы теории и практики эмиссионного хозяйства, 1924), во многом предвосхитившую современную монетарную теорию.

### Семья
- Сестра — Мария Натановна Смит-Фалькнер (Амалия Нусимовна, 1876/1878—1968), экономист, член-корреспондент АН СССР[16][17].

В находящемся в Архиве РАН деле М. Н. Фалькнер-Смит есть справка о Семёне Анисимовиче Фалькнере, написанная её рукой, в которой сказано:

Родился в 1889 году в Таганроге. Экономист, не марксист. Среднее образование получил в России, высшее — в Германии. После Великой Октябрьской социалистической революции работал в советских учреждениях, занимался литературным трудом. Но постепенно становился все определённее на враждебные советской власти позиции. В дальнейшем был арестован и сослан в Сибирь.
- Брат — Григорий Нусимович Фалькнер, купец, владел магазином «Модный базар» на улице Петровской № 43 в доме Третьякова.
- Сестра — Ева Нусимовна (позже Ева Натановна и Вера Натановна) Фалькнер, выпускница Школы повивальных бабок при женской клинике Императорского Юрьевского университета, в августе 1917 года была кандидатом в Одесскую городскую думу № 19, в 1920-е годы врач-фтизиатр в диспансере Выборгского района Ленинграда, затем в показательном туберкулёзом диспансере наркомата здравоохранения в Москве, автор книги для школьников «Будем сильны и здоровы» (в 2-х частях, множество переизданий в 1925—1932 годах, переводы на польский, финский, немецкий, казахский и другие языки)[18].

## Публикации
- Бумажные деньги французской революции (1789—1797). М.: Редакционно-издательский отдел ВСНХ, 1919. — 328 с.
- Происхождение железного закона заработной платы. Социальные проблемы в экономической литературе XVII-го и XVIII-го вв. М.: 3-я государственная типография, 1920. — 174с.; 2-е издание — М.: Вопросы труда, 1925. — 339 с.
- Строение и конъюнктура мирового хозяйства. М.: Высший Совет Народного Хозяйства (ВСНХ), 1920. — 61 с.
- Послевоенная конъюнктура мирового хозяйства. М.: Государственное издательство, 1922. — 88 с.
- Статистический ежегодник мирового хозяйства / Под ред. проф. С. А. Фалькнера. М.: Всероссийский центральный союз потребительстких обществ, 1922.
- Перелом в развитии мирового промышленного кризиса. М.: ВСНХ, 1922. — 69 с.; 2-е издание — М.: ВСНХ, 1923. — 126 с.
- Национальные индексы заработной платы. М.: ВЦСПС, 1923. — 32 с.
- Проблемы теории и практики эмиссионного хозяйства. М.: Экономическая жизнь, 1924. — 240 с.
- Причины расхождения и сближения сельско-хозяйственных и промышленных цен. М.: Вопросы труда, 1924. — 66 с.
- Das Papiergeld der franzosischen Revolution 1789—1797 / Von S. A. Falkner, prof. Aus dem Russischen ubertrag. von Friedrich Schlomer. Munchen—Leipzig: Duncker & Humblot, 1924, 2015. — 121 с.
- Проблемы мирового хозяйства / под ред. проф. С. А. Фалькнера. М.: Экономическая жизнь, 1924—1925.
- Соединённые Штаты в мировом хозяйстве. М.—Л.: Плановое хозяйство, 1926. — 185 с.
- [Выступление на «Обсуждении докладов на заседаниях 6 и 13 февраля 1926 г.»] // Кондратьев Н. Д. Проблемы экономической динамики. — М.: Экономика, 1989. — С. 304—310. — ISBN 5-282-00700-2
- Понятие национального богатства и его элементы / С. А. Фалькнер // Социалистическое хозяйство. 1929. — С. 109—149.